# Moriguchi, Ōsaka
Moriguchi (tiếng Nhật: 守口市, Mô-li-khu-chi) là một thành phố thuộc tỉnh Ōsaka, Nhật Bản.